# Caen villamosvonal-hálózata
Caen villamosvonal-hálózata (francia nyelven: Tramway de Caen) jelenleg három vonalból és 37 állomásból áll, a hálózat teljes hossza 16,2 km. A vágányok nyomtávolsága 1435 mm, az áramellátás felsővezetékről történik. Ez a villamosüzem jelenleg Franciaország legfiatalabb villamosüzeme.

## Története
1901-ben már közlekedett villamos a városban, de az 1937-ben bezárt. 2002 és 2017 között kötöttpályás busz közlekedett, ám a rendszer nem vált be, ezért helyette inkább modern villamost építettek. Az új villamosüzem 2019. július 27-én indult meg.

## Képek

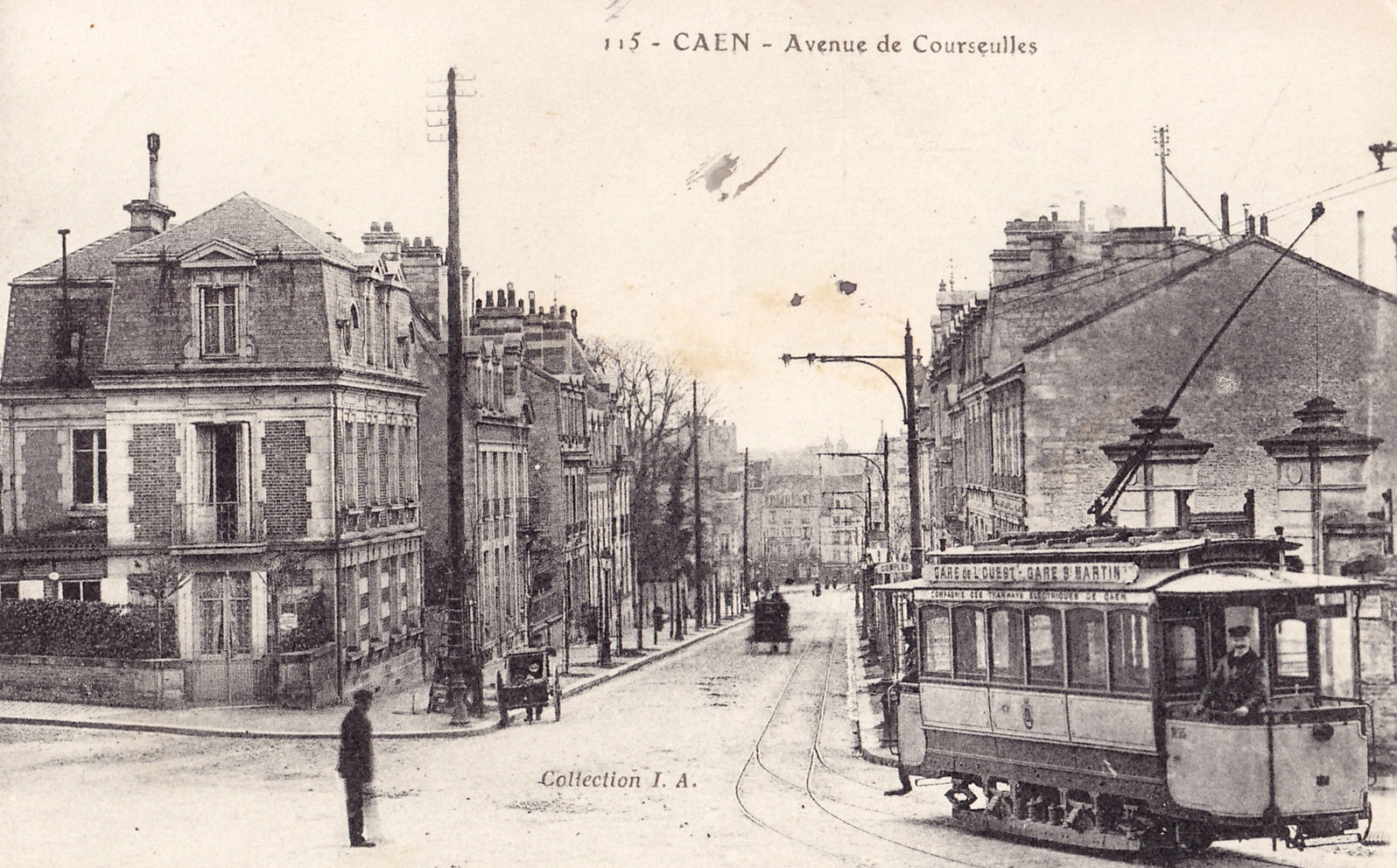
Caeni villamos 1914 előtt
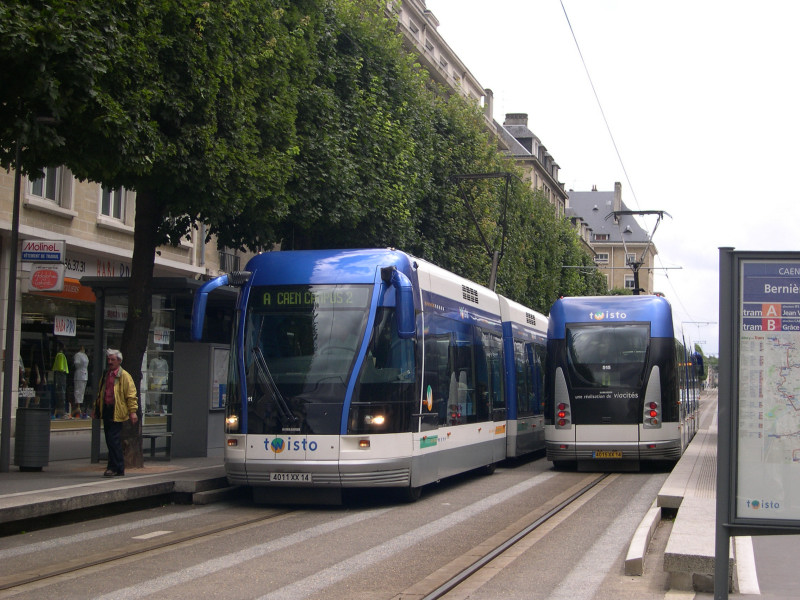
Kötöttpályás busz 2014-ben
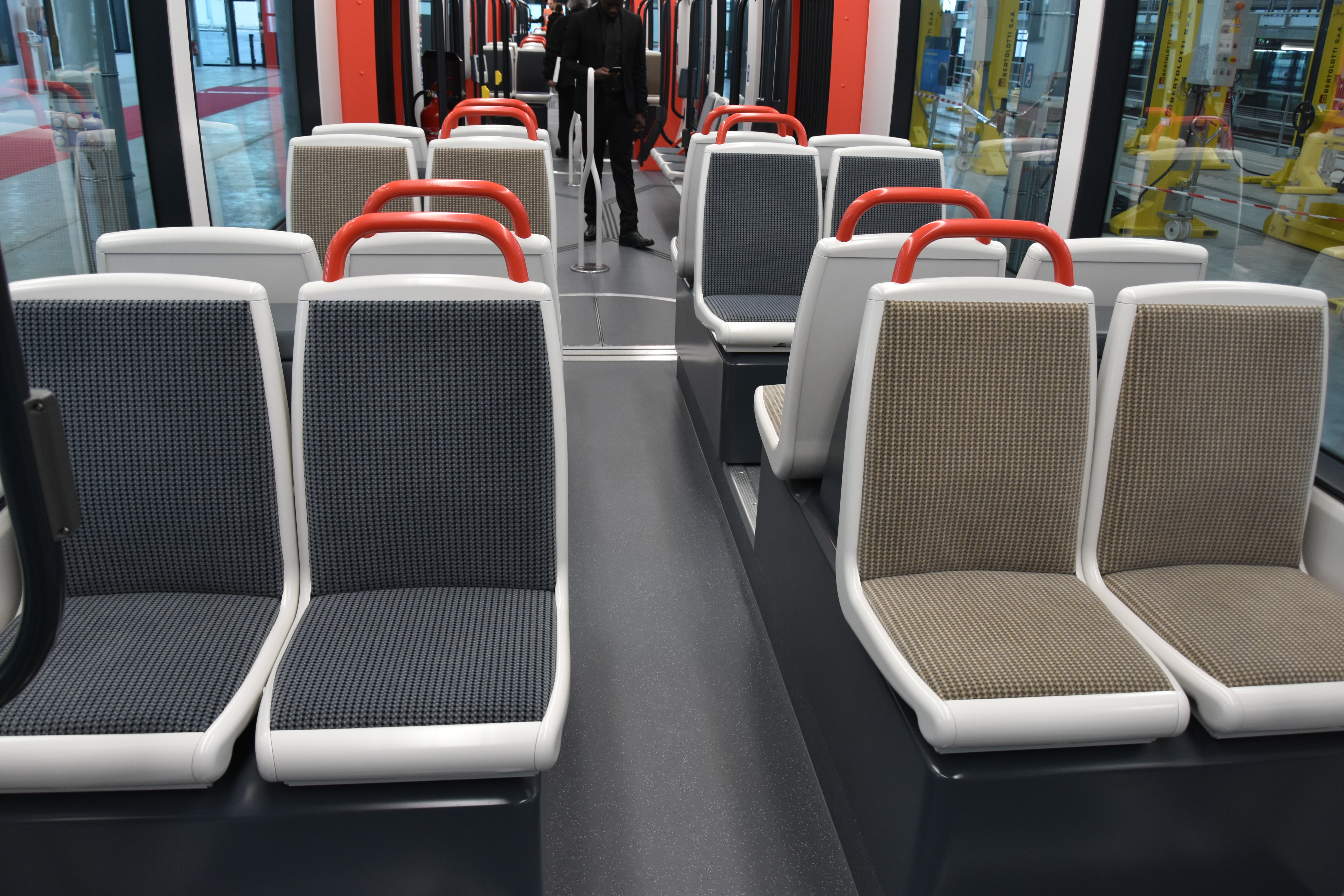
A jelenlegi villamosok utastere
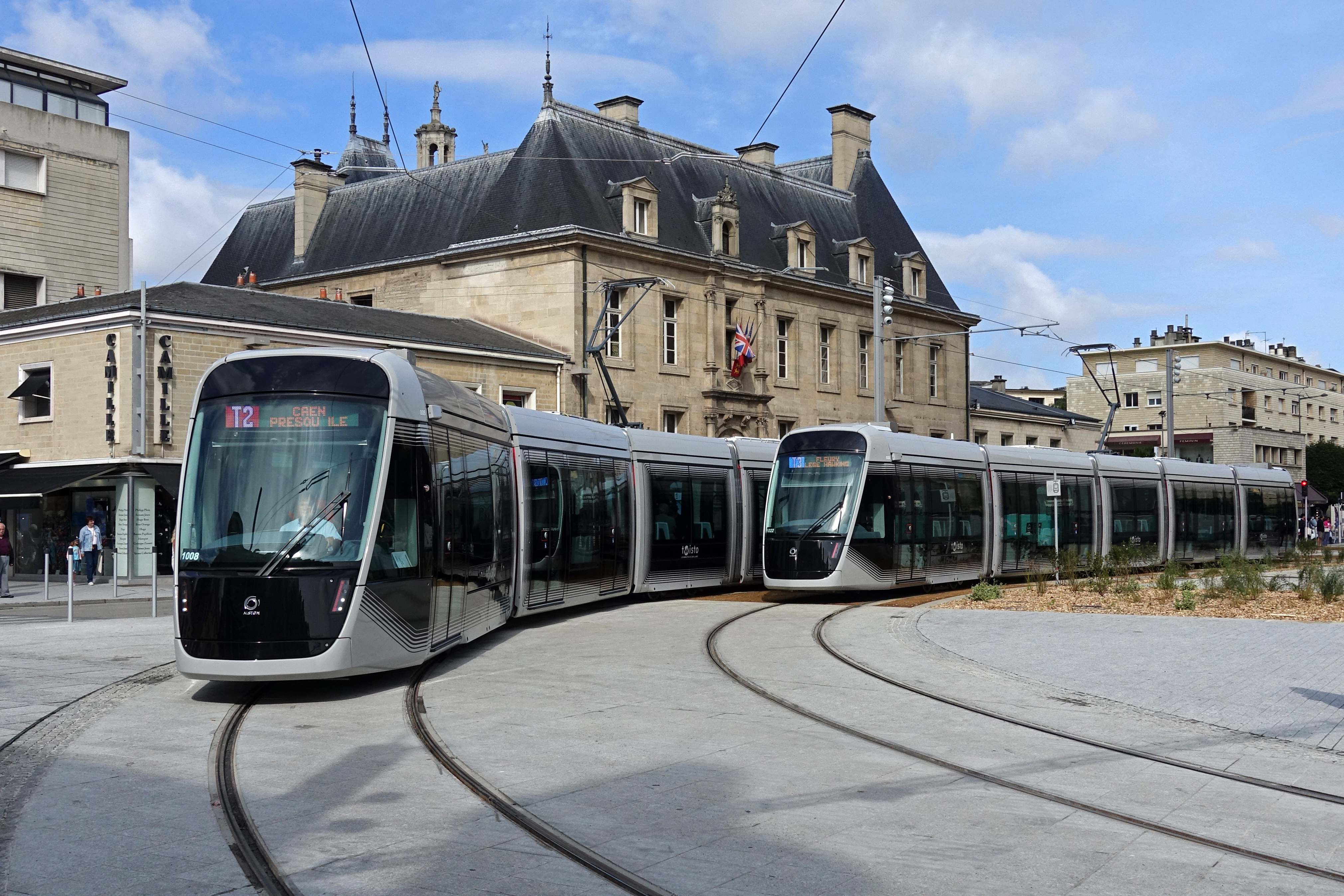
Villamosok Caenben
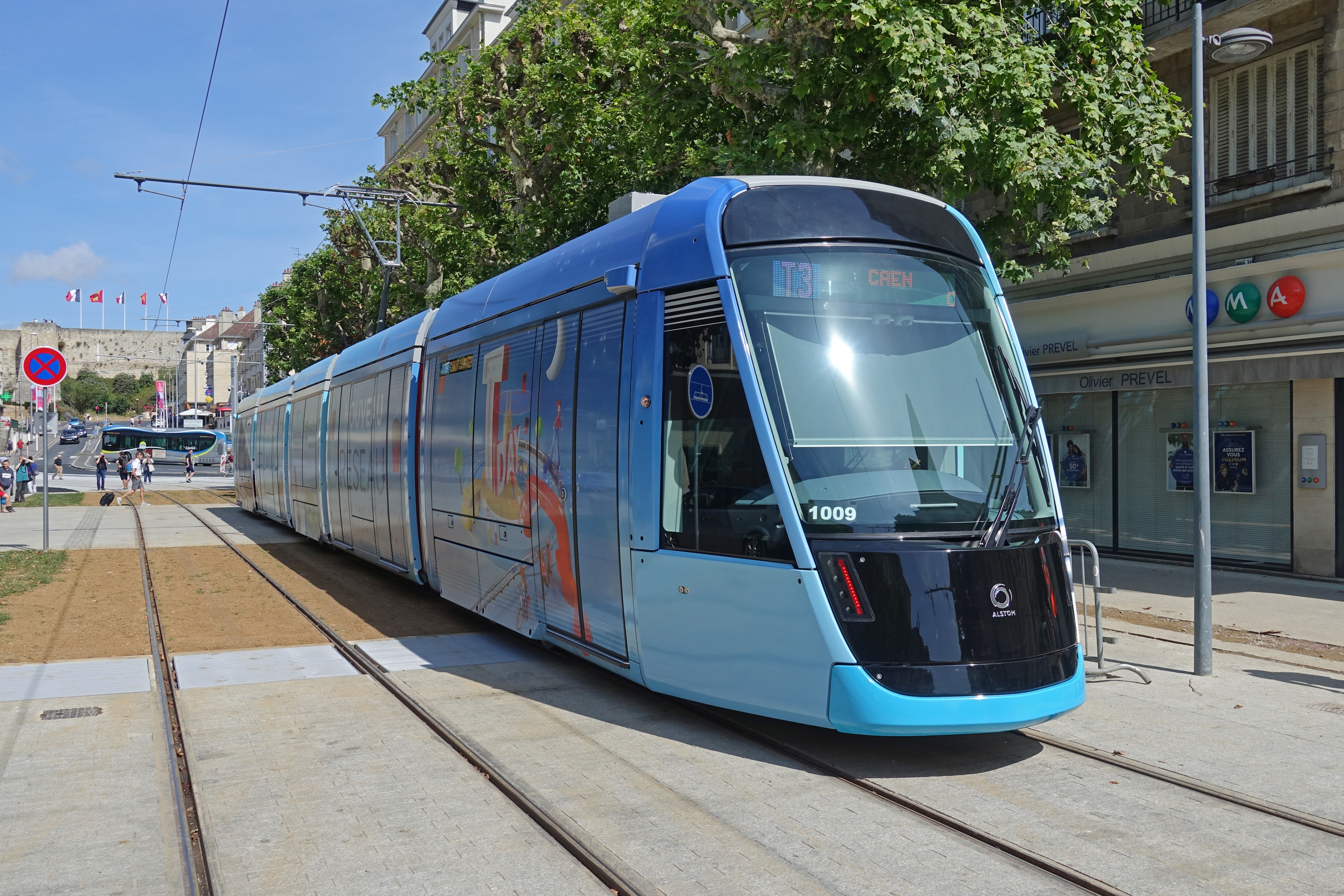